# Ayrosa
Ayrosa  é um bairro de alto padrão  localizado no município de Osasco, São Paulo, Brasil. É delimitado ao norte pelo
bairro Mutinga; a leste pela rua Artur Friedenreich, ao sul pelo bairro Distrito Industrial Remédios e Presidente Altino e a oeste pelo bairro Rochdale. 
Os loteamentos localizados no bairro são: Vila Ayrosa, Jardim Marieta, Vila dos Remédios, Vila Tietê, Vila das Rosas, Vila São Francisco e Vila São José. 

## Principais vias
- Avenida São José
- Avenida Presidente Kennedy
- Rua Andorinha,
- Rua Bem-Te-Vi
- Rua Canário.
- Av. Ônix[3]

## Educação
- EMEI Professor Fortunato Antiorio
- EMEF Tobias Barreto de Menezes
- EE Vila Ayrosa I / Professor Claudinei Garcia
- EE Vila Ayrosa II / Antonio Carlos Trindade[1]
- Colégio Vivendo e Aprendendo (Infantil até o Ensino Médio)

## Dados da segurança pública
| Ocorrências de 2004           | Números | Porcentagem % |
| ----------------------------- | ------- | ------------- |
| Homicídio doloso              | 3       | 1,20          |
| Tentativa de homicídio doloso | 3       | 1,20          |
| Estupro                       | 1       | 0,40          |
| Tráfico de entorpecentes      | 1       | 0,40          |
| Furto                         | 86      | 34,26         |
| Roubo                         | 64      | 25,50         |
| Roubo de veículos             | 42      | 16,73         |
| Furto de veículos             | 51      | 20,32         |
| Total Ocorrências             | 251     | 100,0         |

Fonte: Secretaria de Gestão Estratégica – Pesquisa 2005.